# Monstrous
Pour plus de détails, voir Fiche technique et Distribution.
Monstrous (ou Monstropolis sur le DVD) est un film américain réalisé par Chris Sivertson (en) et sorti en 2022.

## Synopsis
Pour fuir son mari violent, Laura s'installe en Californie avec son fils Cody, âgé de 7 ans. Mais dans leur nouveau domicile, une maison isolée, ils sont toujours menacés par l'éventuel retour du père. De plus, un monstre semble rôder dans les parages.

## Fiche technique
Sauf indication contraire, les informations mentionnées dans cette section peuvent être confirmées par la base de données cinématographiques IMDb,  présente dans la section « Liens externes ».
- Titre original : Monstrous
- Réalisation : Chris Sivertson
- Scénario : Carol Chrest
- Musique : Tim Rutili
- Direction artistique : Amanda Deprez
- Décors : Mars Feehery
- Costumes : Morgan DeGroff
- Photographie : Senda Bonnet
- Montage : Anjoum Agrama
- Production : Johnny Remo, B. I. Rosen, Sasha Yelaun et Robert Yocum
- Sociétés de production :  Burning Sky Films, Willow Pictures, Tip-Top Productions, Lucky 13 Productions, Red Coral Productions, Scarlett Pictures, Skipstone Pictures, Snakebyte Productions and Entertainment Group et Umbrelic Entertainment
- Sociétés de distribution : Screen Media Ventures (États-Unis)
- Budget : n/a
- Pays de production :  États-Unis
- Langue originale : anglais
- Format : couleur - 2.35:1
- Genre : thriller, horreur, fantastique
- Durée : 89 minutes
- Dates de sortie[1] :
  - Écosse : 12 mars 2022 (Glasgow Film Festival)
  - États-Unis : 13 mai 2022
- Classification[2] :
  - États-Unis : PG-13

## Distribution
- Christina Ricci : Laura
- Santino Barnard : Cody
- Colleen Camp : Mme Langtree
- Lew Temple : M. Alonzo
- Nick Vallelonga : Legionnaire

## Production
Le tournage débute en décembre 2020. Il a notamment lieu à Los Angeles, Simi Valley, Sherman Oaks et Altadena,.

## Sortie et accueil
Le film est présenté en avant-première dans le cadre de la FrightFest du Glasgow Film Festival le 12 mars 2022.
En mars 2022, il est annoncé que Screen Media distribuera le film aux États-Unis. Il y sortira à la fois en salles et en vidéo à la demande. Une première bande-annonce est dévoilée en avril 2022.
Anna Smith du site Deadline.com apprécie le jeu des acteurs, la musique et la bande originale. Dans sa critique, elle écrit notamment : « Monstrous est l'un de ces films délicats qui jouent un peu lentement, mais invitent à un deuxième visionnage après le paiement. Néanmoins, c'est une montre qui suscite la réflexion et qui résonnera auprès de ceux qui se reconnaissent dans ses thèmes. »